# Drena
Drena (deutsch veraltet Drenn) ist eine italienische Gemeinde mit 597 Einwohnern (Stand 31. Dezember 2023) etwa zehn Kilometer nördlich des Gardasees und 25 Kilometer südwestlich von Trient im Tal des Salagonibaches, einem Seitental des Flusses Sarca. Die umliegenden Berge erreichen über 2000 Meter.
Am Beginn des Seitentales 250 Meter oberhalb des Sarcatales liegt Castel Drena, welche bis 1981 im Besitz der Grafen zu Arco war und seitdem im Gemeindebesitz ist. Die Gemeinde gehörte bis zum Ende des Ersten Weltkriegs zum Gerichtsbezirk Arco und war Teil des Bezirks Riva.
Unterhalb der Burg befindet sich eine vom Rio Salagoni ausgewaschene Klamm, durch die der gleichnamige Klettersteig Salagoni verläuft.
Partnergemeinde von Drena ist seit 1989 die oberfränkische Gemeinde Hallerndorf. Grund für die Partnerschaft waren zahlreiche Besuche einzelner Familien aus Hallerndorf in Drena.

## Einzelnachweise

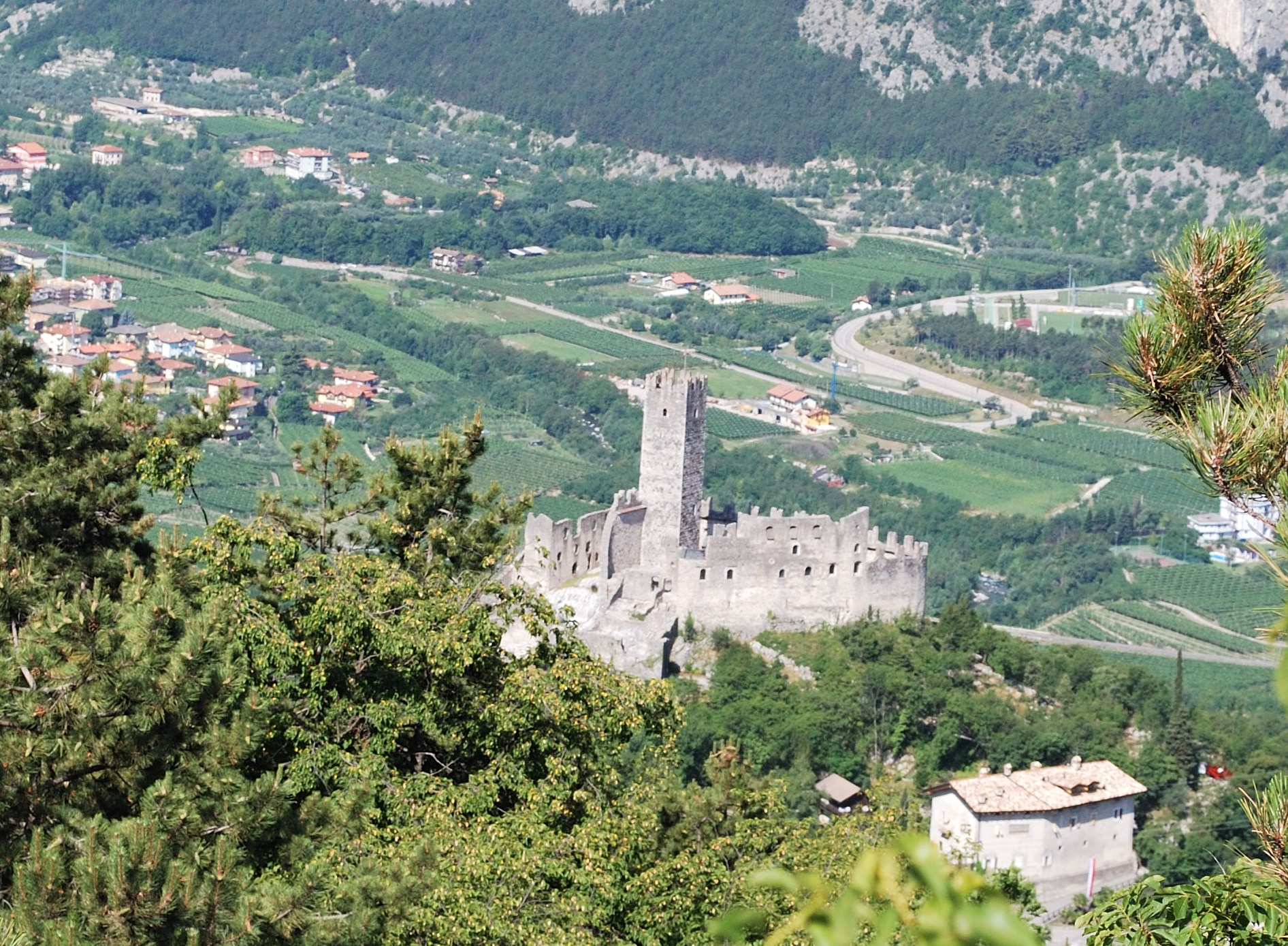
Burgruine Drena